# The Boy Friend
Pour les articles homonymes, voir Boy Friend.
The Boy Friend est un film musical américain de Ken Russell, sorti en 1971 et adapté de la comédie musicale homonyme de Sandy Wilson, créée à Londres en 1953.

## Synopsis
Une troupe de music-hall joue dans un théâtre de Broadway. Mais on apprend juste avant une représentation que la vedette, bêtement blessée au pied, est partie à l'hôpital : l'assistante doit la remplacer séance tenante.

## Fiche technique
- Réalisation : Ken Russell
- Scénario : Ken Russell d'après la comédie musicale de Sandy Wilson
- Image : David Watkin
- Montage : Michael Bradsell
- Décors : Tony Walton
- Costumes : Shirley Russell
- Musique et lyrics : Sandy Wilson
  - Musique additionnelle : Peter Maxwell Davies
- Chorégraphie : Christopher Gable
- Production : Ken Russell pour Russflix
- Société de distribution : MGM
- Format : Couleurs - Format de projection|
- Durée : environ 110 min.
- Dates de sortie : 
  - États-Unis : 16 décembre 1971
  - France : 14 avril 1972

## Distribution
- Twiggy : Polly Browne
- Christopher Gable : Tony Brockhurst
- Tommy Tune : Tommy
- Max Adrian : Max Mandeville alias « Mr. Max » / Lord Hubert Brockhurst
- Bryan Pringle : Percy Parkhill / Percy Browne
- Murray Melvin : Alphonse
- Moyra Fraser : Moyra Parkhill / Madame Dubonnet
- Georgina Hale : Fay
- Sally Bryant : Nancy
- Vladek Sheybal : De Thrill
- Tommy Tune : Tommy
- Brian Murphy : Peter
- Graham Armitage : Michael
- Antonia Ellis : Maisie
- Caryl Little : Dulcie
- Anne Jameson : Mrs. Peter
- Catherine Willmer : Catherine Max / Lady Catherine Brockhurst
- Robert La Bassier : Chauffeur
- Barbara Windsor : Rosie / Hortense
- Glenda Jackson : Rita (non créditée)

## Récompenses et nominations
- Golden Globe de la meilleure actrice dans un film musical ou une comédie et Golden Globe de la révélation féminine de l'année 1972 pour Twiggy.
- Nomination à l'Oscar de la meilleure musique de film 1972
- Nomination au Golden Globe du meilleur film musical ou comédie 1972
- Nomination au BAFTA du meilleur acteur dans un second rôle  1973

## Commentaire
Créée à Londres en 1953 puis au Royal Theatre de Broadway le 30 septembre 1954, cette comédie musicale a révélé Julie Andrews au public américain.